# Аркід
Аркід (рум. Archid) — село у повіті Селаж в Румунії. Входить до складу комуни Кошею.
Село розташоване на відстані 401 км на північний захід від Бухареста, 18 км на північ від Залеу, 77 км на північний захід від Клуж-Напоки.

## Населення
За даними перепису населення 2002 року у селі проживали 509 осіб, з них 507 осіб (99,6%) угорців. Рідною мовою 507 осіб (99,6%) назвали угорську.